# 霍斯特
霍斯特（波斯語：‎）位于阿富汗东南部，邻近巴基斯坦边境，是霍斯特省的首府。